# Parrocchie della diocesi di Alessandria
Le parrocchie della diocesi di Alessandria sono 74 e sono distribuite in comuni e frazioni appartenenti alla provincia di Alessandria.

## Zone e unità pastorali e parrocchie
La diocesi è divisa in 4 zone pastorali accorpando le precedenti 7, e con il decreto episcopale dato in Alessandria l’11 novembre 2022, sono inoltre state identificate 9 unità pastorali::
1. Zona pastorale "Alessandria"
unità pastorale Sette Chiese che comprende 7 parrocchie;
unità pastorale Spalti che comprende 6 parrocchie;
unità pastorale Cristo che comprende 3 parrocchie;
2. Zona pastorale "Valenza - Po"
unità pastorale Valenza che comprende 15 parrocchie;
3. Zona pastorale "Marengo – Fraschetta"
unità pastorale Fraschetta-Marengo che comprende 11 parrocchie;
unità pastorale Lungotanaro che comprende 6 parrocchie;
4. Zona pastorale "Fiumi"
unità pastorale Orba che comprende 8 parrocchie;
unità pastorale Bormida che comprende 12 parrocchie;
unità pastorale Tanaro che comprende 6 parrocchie.

### Zona pastorale "Alessandria"

#### Unità pastorale "Sette Chiese"
| Parrocchia                 | Patrono                            | Comune      | Frazione | Quartiere | Web |
| -------------------------- | ---------------------------------- | ----------- | -------- | --------- | --- |
| San Pietro in Cattedrale   | Pietro (apostolo)                  | Alessandria |          | centro    |     |
| San Lorenzo                | San Lorenzo                        | Alessandria |          | centro    |     |
| Nostra Signora del Carmine | Maria                              | Alessandria |          | centro    |     |
| SS. Alessandro e Carlo     | Papa Alessandro I e Carlo Borromeo | Alessandria |          | centro    |     |
| Santo Stefano              | Stefano protomartire               | Alessandria |          | Rovereto  |     |
| San Rocco                  | San Rocco                          | Alessandria |          | centro    |     |
| Santa Maria di Castello    | Maria                              | Alessandria |          | Rovereto  |     |

#### Unità pastorale "Spalti"
| Parrocchia                | Patrono        | Comune      | Frazione | Quartiere  | Web |
| ------------------------- | -------------- | ----------- | -------- | ---------- | --- |
| Cuore Immacolato di Maria | Maria          | Alessandria |          | Galimberti |     |
| Madonna del Suffragio     | Maria          | Alessandria |          | Pista      |     |
| Santi Apostoli            | Apostoli       | Alessandria |          | Borsalino  |     |
| Santa Maria della Sanità  | Maria          | Alessandria |          | Orti       |     |
| San Paolo                 | Paolo di Tarso | Alessandria |          | Europa     |     |
| San Pio V                 | Papa Pio V     | Alessandria |          | centro     |     |

#### Unità pastorale "Cristo"
| Parrocchia               | Patrono                | Comune      | Frazione | Quartiere | Web |
| ------------------------ | ---------------------- | ----------- | -------- | --------- | --- |
| San Giovanni Evangelista | Giovanni (evangelista) | Alessandria |          | Cristo    |     |
| San Baudolino            | San Baudolino          | Alessandria |          | Cristo    |     |
| San Giuseppe Artigiano   | San Giuseppe           | Alessandria |          | Cristo    |     |

### Zona pastorale "Valenza - Po"

#### Unità pastorale "Valenza"
| Parrocchia                 | Patrono                  | Comune             | Frazione             | Quartiere             | Web |
| -------------------------- | ------------------------ | ------------------ | -------------------- | --------------------- | --- |
| Nostra Signora della Pietà | Maria                    | Valenza            |                      | Madonnina (Santuario) |     |
| Sacro Cuore                | Sacro Cuore di Gesù      | Valenza            |                      | centro                |     |
| Sant'Antonio               | Antonio di Padova        | Valenza            |                      | centro-sud            |     |
| Santa Maria Maggiore       | Maria                    | Valenza            |                      | centro                |     |
| Santo Stefano              | Stefano protomartire     | Bassignana         |                      | centro                |     |
| Santa Maria della Neve     | Maria                    | Bassignana         | Fiondi               |                       |     |
| Santa Maria di Ponzano     | Maria                    | Montecastello      |                      | centro                |     |
| Monte Valenza              | Eusebio di Vercelli      | Valenza            | Monte Valenza        |                       |     |
| Beata Vergine Assunta      | Maria                    | Bassignana         | Mugarone             |                       |     |
| San Germano                | Germano d'Auxerre        | Pietra Marazzi     | Pavone d'Alessandria |                       |     |
| Santa Maria e San Remigio  | Maria e Remigio di Reims | Pecetto di Valenza |                      | centro                |     |
| San Martino                | Martino di Tours         | Pietra Marazzi     |                      | centro                |     |
| Natività di Maria          | Maria                    | Rivarone           |                      | centro                |     |
| San Bartolomeo             | Bartolomeo (apostolo)    | Alessandria        | Valle San Bartolomeo |                       |     |
| Beata Vergine Assunta      | Maria                    | Alessandria        | Valmadonna           |                       |     |

### Zona pastorale "Marengo - Fraschetta"

#### Unità pastorale "Lungotanaro"
| Parrocchia             | Patrono               | Comune             | Frazione         | Quartiere | Web |
| ---------------------- | --------------------- | ------------------ | ---------------- | --------- | --- |
| San Carlo              | Carlo Borromeo        | Alluvioni Piovera  | Alluvioni Cambiò |           |     |
| San Giorgio            | San Giorgio           | Alessandria        | Castelceriolo    |           |     |
| Sant'Anna              | Sant'Anna             | Alluvioni Piovera  | Grava            |           |     |
| Sant'Antonio di Padova | Antonio di Padova     | Isola Sant'Antonio |                  | centro    |     |
| San Bartolomeo         | Bartolomeo (apostolo) | Alessandria        | Lobbi            |           |     |
| San Michele            | Michele (arcangelo)   | Alluvioni Piovera  | Piovera          |           |     |

#### Unità pastorale "Fraschetta-Marengo"
| Parrocchia                | Patrono                                     | Comune        | Frazione             | Quartiere | Web |
| ------------------------- | ------------------------------------------- | ------------- | -------------------- | --------- | --- |
| Santa Maria Immacolata    | Maria                                       | Alessandria   | Bettale              |           |     |
| Santi Pietro e Pantaleone | Pietro (apostolo) e Pantaleone di Nicomedia | Bosco Marengo |                      | centro    |     |
| San Rocco                 | San Rocco                                   | Alessandria   | Cascinagrossa        |           |     |
| San Felice                | Papa Felice I                               | Frugarolo     |                      | centro    |     |
| Santa Maria Maddalena     | Maria Maddalena                             | Bosco Marengo | Levata               |           |     |
| Nostra Signora di Fatima  | Maria                                       | Alessandria   | Litta Parodi         |           |     |
| Santissimo Nome di Maria  | Maria                                       | Alessandria   | Mandrogne            |           |     |
| San Michele               | Michele (arcangelo)                         | Bosco Marengo | Quattrocascine       |           |     |
| Beata Vergine del Rosario | Maria                                       | Alessandria   | San Giuliano Nuovo   |           |     |
| Beata Vergine Assunta     | Maria                                       | Alessandria   | San Giuliano Vecchio |           |     |
| Natività di Maria         | Maria                                       | Alessandria   | Spinetta Marengo     |           |     |

### Zona pastorale "Fiumi"

#### Unità pastorale "Orba"
| Parrocchia             | Patrono           | Comune          | Frazione    | Quartiere | Web |
| ---------------------- | ----------------- | --------------- | ----------- | --------- | --- |
| San Pietro             | Pietro (apostolo) | Capriata d'Orba |             | centro    |     |
| Beata Vergine Assunta  | Maria             | Casal Cermelli  |             | centro    |     |
| Beata Vergine Assunta  | Maria             | Predosa         | Castelferro |           |     |
| San Lorenzo            | San Lorenzo       | Predosa         | Mantovana   |           |     |
| San Martino            | Martino di Tours  | Pasturana       |             | centro    |     |
| Sant'Antonio di Padova | Antonio di Padova | Casal Cermelli  | Portanova   |           |     |
| Natività di Maria      | Maria             | Predosa         |             | centro    |     |
| San Nicolao            | Nicola di Flüe    | Tassarolo       |             | centro    |     |

#### Unità pastorale "Bormida"
| Parrocchia            | Patrono          | Comune                  | Frazione       | Quartiere | Web |
| --------------------- | ---------------- | ----------------------- | -------------- | --------- | --- |
| Beata Vergine Assunta | Maria            | Borgoratto Alessandrino |                | centro    |     |
| Natività di Maria     | Maria            | Alessandria             | Cantalupo      |           |     |
| Beata Vergine Assunta | Maria            | Carentino               |                | centro    |     |
| Santa Maria Assunta   | Maria            | Alessandria             | Casalbagliano  |           |     |
| San Carlo             | Carlo Borromeo   | Castellazzo Bormida     |                | centro    |     |
| Santa Maria           | Maria            | Castellazzo Bormida     |                | centro    |     |
| San Martino           | Martino di Tours | Castellazzo Bormida     |                | centro    |     |
| Santa Maria Assunta   | Maria            | Castelspina             |                | centro    |     |
| Frascaro              | Nicola di Flüe   | Frascaro                |                | centro    |     |
| San Lorenzo           | San Lorenzo      | Gamalero                |                | centro    |     |
| San Rocco             | San Rocco        | Gamalero                | San Rocco      |           |     |
| Santa Varena          | Santa Varena     | Alessandria             | Villa del Foro |           |     |

#### Unità pastorale "Tanaro"
| Parrocchia               | Patrono                                 | Comune      | Frazione    | Quartiere        | Web |
| ------------------------ | --------------------------------------- | ----------- | ----------- | ---------------- | --- |
| Santissima Annunziata    | Annunciazione                           | Alessandria |             | Borgo Cittadella |     |
| San Michele e San Pietro | Michele (arcangelo) e Pietro (apostolo) | Felizzano   |             | centro           |     |
| Santi Felice e Agata     | Papa Felice I e Sant'Agata              | Oviglio     |             | centro           |     |
| San Dalmazio             | Dalmazzo di Pedona                      | Quargnento  |             | centro           |     |
| San Michele              | Michele (arcangelo)                     | Alessandria | San Michele |                  |     |
| San Perpetuo             | Perpetuo di Tours                       | Solero      |             | centro           |     |